# Miss Univers 1967

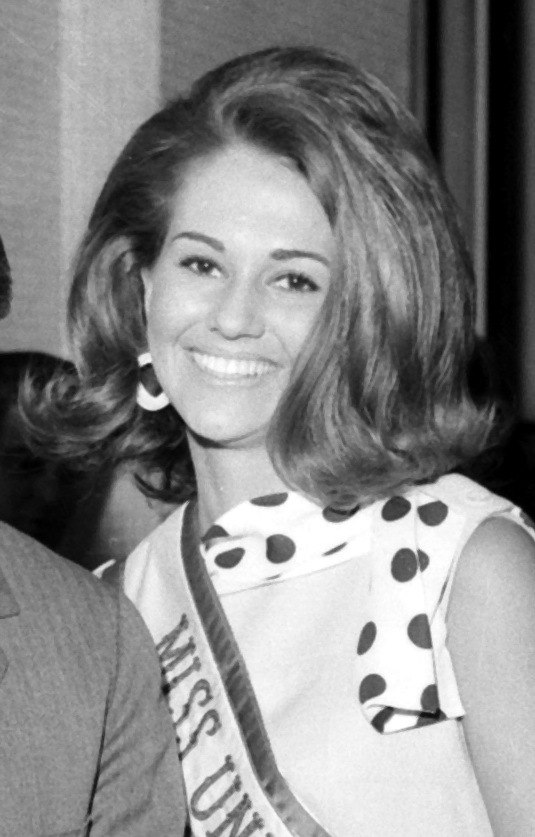
Miss univers 1967

Miss Univers 1967, 16e édition du concours de Miss Univers a lieu le 15 juillet 1967, au Miami Beach Auditorium, à Miami Beach, Floride, États-Unis. 
Sylvia Hitchcock, Miss USA, âgée de 21 ans, remporte le prix.

## Résultats
| Classement final  | Candidates |
| ----------------- | --- |
| Miss Univers 1967 | - États-Unis - Sylvia Hitchcock |
| 1re dauphine      | - Venezuela - Mariela Pérez Branger |
| 2e dauphine       | - Angleterre - Jennifer Lynn Lewis |
| 3e dauphine       | - Finlande - Ritva Helena Lehto |
| 4e dauphine       | - Israël - Batya Kabiri |
| Top 15            | - Brésil - Carmen Sílvia de Barros Ramasco - Danemark - Margrethe Rhein Knudsen - Grèce - Elia Kalogeraki - Pays-Bas - Irene van Campenhout - Hong Kong - Laura Arminda da Costa Roque - Irlande - Patricia Armstrong - Italie - Paola Rossi - Espagne - Paquita Delgado Sánchez - Suède - Eva Lisa Svensson - Pays de Galles - Denise Elizabeth Page |

## Prix spéciaux
| Prix                      | Candidates                                |
| ------------------------- | ----------------------------------------- |
| Miss Congénialité         | - Écosse - Lena McGarvie                  |
| Miss Photogénique         | - Grèce - Elia Kalogeraki                 |
| Meilleur costume national | - Brésil - Carmen Silva De Barros Ramasco |

## Candidates
| - Argentine - Amalia Yolanda Scuffi - Aruba - Ivonne Maduro - Autriche - Christl Bartu - Bahamas - Elizabeth Knowles - Belgique - Mauricette Sironval - Bermudes - Cheryl Michele Smith - Bolivie - Marcela Montoya Garcia - Bonaire - Cristina Landwier - Brésil - Carmen Silva De Barros Ramasco - Canada - Donna Marie Barker - Chili - Ingrid Vila Riveros - Colombie - Elsa Maria Garrido Cajiao - Costa Rica - Rosa Maria Fernandez - Cuba - Elina Salavarria - Curaçao - Imelda Thome - Danemark - Gitte Rhein Knudsen - République dominicaine - Jeannette Rey Garcia - Angleterre - Jennifer Lynn Lewis - Finlande - Ritva Helena Lehto - France - Anne Vernier - Allemagne - Fee Von Zitzewitz - Grèce - Elia Kalogeraki - Guam - Hope Marie Navarro Alvarez - Pays-Bas - Irene Van Campenhout - Honduras - Denia Maria Alvorado Medina - Hong Kong - Laura Arminda Da Costa Roque - Islande - Gudrun Petursdottir - Inde - Nayyara Mirza | - Irlande - Patricia Armstrong - Israël - Batia Kabiri - Italie - Paola Rossi - Japon - Kayoko Fujikawa - Korea - Hong Jung-ae - Luxembourg - Marie-Jossee Mathgen - Malaisie - Monkam Anne Lowe Siprasome - Mexique - Valentina Vales Duarte - Nouvelle-Zélande - Pamela McLeod - Norvège - Gro Goskor - États-Unis Okinawa - Etsuko Okuhira - Panama - Mirna Norma Castillero - Paraguay - Maria Eugenia Torres - Pérou - Mirtha Calvo Sommaruga † - Philippines - Pilar Delilah Veloso Pilapil - Porto Rico - Ivonne Coll - Écosse - Lena MacGarvie - Singapour - Mei-Lee Ong - Afrique du Sud - Windley Ballenden - Espagne - Francisca Delgado Sanchez - Suède - Eva-Lisa Svensson - Suisse - Elsbeth Ruegger - Turquie - Ayse Yelda Gurani - Uruguay - Mayela Berton Martinez - États-Unis - Sylvia Louise Hitchcock - Venezuela - Mariela Pérez Branger - Îles Vierges des États-Unis - Gail Garrison - Pays de Galles - Denise Elizabeth Page |

## Juges
- Gladys Zender

## Note sur le classement des pays
- 4e victoire pour les États-Unis grâce au sacre de Sylvia Hitchcock, 7 ans après le sacre de Linda Jeanne Bement.
- Les États-Unis sont classés pour la 10e année consécutive.
- La Finlande est classée pour la 6e année consécutive et pour la 3e année consécutive dans le Top 5.
- Israël et la Suède sont classés pour la 4e année consécutive et pour la 2e année consécutive dans le Top 5.
- Le Danemark et les Pays-Bas sont classés pour la 3e année consécutive.
- L'Angleterre et l'Espagne sont classées pour la 2e année consécutive.
- Le retour du Brésil et de la Grèce depuis leur dernier classement à l'élection de Miss Univers 1965.
- Le retour de l'Italie et du Venezuela depuis leur dernier classement à l'élection de Miss Univers 1964.
- Le retour de l'Irlande depuis son dernier classement à l'élection de Miss Univers 1963.
- Le retour du Pays de Galles depuis son dernier classement à l'élection de Miss Univers 1961.
- Le retour de Hong Kong depuis son dernier classement à l'élection de Miss Univers 1954.